# Дарбандихан
Дарбандихан (араб. دربندخان‎, курд. Derbendîxan, сорани دەربەندیخان) — город на северо-востоке Ирака, расположенный на территории мухафазы Сулеймания (автономия Иракский Курдистан).
Административный центр одноимённого округа.

## Географическое положение
Город находится в южной части мухафазы, в горной местности северо-западного Загроса, к юго-западу от водохранилища Дарбандихан. Абсолютная высота — 360 метров над уровнем моря.

Дарбандихан расположен на расстоянии приблизительно 52 километров к юго-востоку от Сулеймании, административного центра провинции и на расстоянии 220 километров к северо-востоку от Багдада, столицы страны. Ближайший аэропорт расположен в городе Сулеймания.

## Население
На 2012 год население города составляло 19 351 человека.